# Picus
Picus es un género de aves piciformes perteneciente a la familia Picidae. Tiene presencia en Europa, Asia y el norte de África.

## Especies
En la actualidad se reconocen trece especies:
- Picus chlorolophus - pito crestigualdo;
- Picus puniceus - pito alirrojo;
- Picus viridanus - pito verdoso;
- Picus vittatus - pito colinegro;
- Picus xanthopygaeus - pito culigualdo;
- Picus squamatus - pito escamoso;
- Picus awokera - pito japonés;
- Picus viridis - pito real;
- Picus sharpei - pito ibérico;
- Picus vaillantii - pito de Levaillant;
- Picus rabieri - pito vietnamita;
- Picus erythropygius - pito cabecinegro;
- Picus canus - pito cano.